# Kennett (tyg)
Kennett är ett specialtyg för bokbinderiändamål. Det är 100 % bomull, som är stärkt som skydd mod genomträngning av lim vid bokbindning. Finns även variant med pappersisolation på limsidan.
Kennett uppfyller kvalitetskraven i ANSI-standarden L29.1–1977 och NASTA grupp B utgåva 10/39/2009 
(Senare namnändrat till SIMRA, State Instructional Materials Review Association.)

## Egenskaper
- Tjocklek 0,025 mm, alltså ganska tunt, varför det lämpar sig väl även för reparationer.
- Vikt 189 kg/1 000 löpmeter vid bredden 54 inch (1,37 m)
- Måttligt vattentåligt
- Ganska slitstarkt
- Någorlunda solsäkert, d.v.s. tåligt mot uv-ljus
- Blindtryck tillåtet
- Mindre lämpligt för silkscreentryck och offsettryck
- Folietryck går bra
- Lämpar sig väl för förstärkning av det som ska vikas många gånger, t.ex. bokpärmars infästning mot dess rygg
- Kan sys, vikas, limmas, rynkas, veckas, stansas
- Hållfast mot repning och gnidning
- Finns i 25 standardfärger
- Kan levereras i rektangulära standarstycken om 46 × 66 cm och 46 × 56 cm

## Källa
- Book Cloth, Gane Brothers & Line